# Wendisch Rambow
Wendisch Rambow – dzielnica gminy Bad Kleinen w niemieckim kraju związkowym Meklemburgia-Pomorze Przednie, w powiecie Nordwestmecklenburg, w Związku Gmin Dorf Mecklenburg-Bad Kleinen. Leży 18 km na północ od Schwerina. W 1996 r. mieszkało tu 201 osób. Dorastał tutaj Till Lindemann, lider zespołu Rammstein.